# Сент Едвард (Небраска)
Сент Едвард (енгл. St. Edward) град је у америчкој савезној држави Небраска.

## Демографија
По попису из 2010. године број становника је 705, што је 91 (-11,4%) становника мање него 2000. године.
| Група             | 2000.       | 2010.       |
| Белци             | 781 (98,1%) | 683 (96,9%) |
| Афроамериканци    | 3 (0,4%)    | 10 (1,4%)   |
| Азијати           | 0 (0,0%)    | 1 (0,1%)    |
| Хиспаноамериканци | 8 (1,0%)    | 10 (1,4%)   |
| Укупно            | 796         | 705         |